# 10986 Govert
10986 Govert là một tiểu hành tinh vành đai chính với chu kỳ quỹ đạo là 1214.1889719 ngày (3.32 năm).
Nó được phát hiện ngày 16 tháng 10 năm 1977.